# Nowa Pilona
Nowa Pilona – osada w Polsce położona w województwie warmińsko-mazurskim, w powiecie elbląskim, w gminie Elbląg. Leży przy drodze krajowej nr 7.
W latach 1975–1998 miejscowość administracyjnie należała do województwa elbląskiego.